# Eastleigh
Eastleigh è una località dell'Hampshire, in Inghilterra. Eastleigh dista circa 2 miglia (3 km) da Southampton e 4 miglia (6,5 km) da Winchester. È la sede del governo del locale distretto della Borough of Eastleigh.
Si colloca all'interno della Agglomerazione di Southampton, con 1 130 000 abitanti.

## Sport

### Calcio maschile
- Eastleigh Football Club
- A.F.C Stoneham

## Trasporti
La città è sede dell'Aeroporto di Southampton. È servita dall'autostrada M3 e dall'M27 ed ha una stazione ferroviaria.

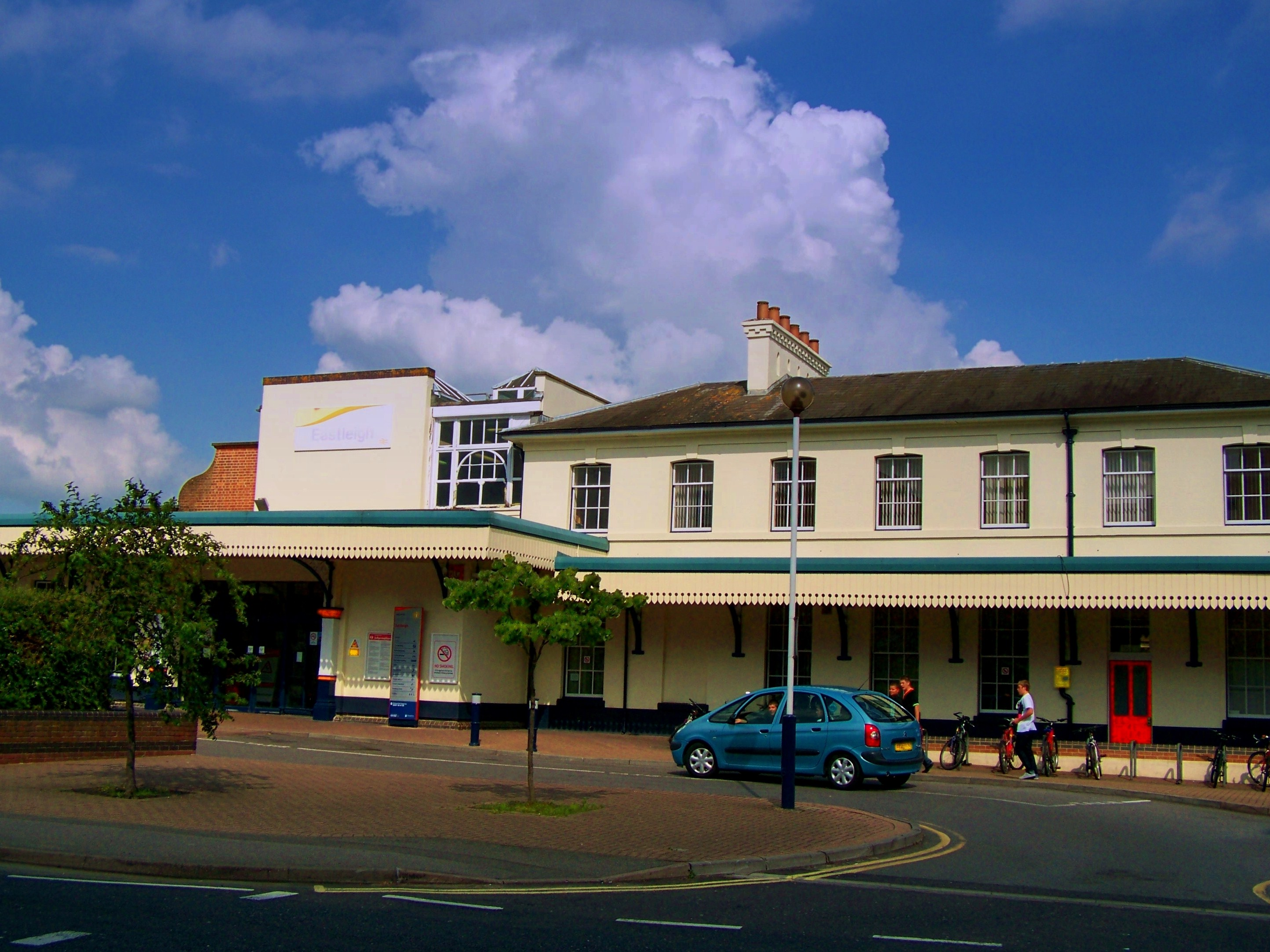
La stazione ferroviaria di Eastleigh.